# Anopheles
Anopheles, também é comumente chamado mosquito-prego no Brasil e anofeles, melga ou simplesmente mosquito em Portugal, é um género de mosquito com ampla distribuição mundial, presente nas regiões tropicais e subtropicais, incluindo Portugal, o Brasil, a China, a Índia e a África. É o agente transmissor da malária e, em alguns casos, da filariose. Os mosquitos-fêmea deste gênero são, para os humanos, os animais mais mortais do mundo, causando anualmente a morte de mais de 1 milhão de pessoas.
As fêmeas dos anofelinos são hematófagas e várias espécies do gênero são vetoras do Plasmodium, o protozoário causador da malária. Dentre essas, destacam-se Anopheles  maculipennis (Europa), A. culicifacies (Índia), A. minimus (de Assam até a China e Filipinas), A. gambiae e A. funestus na África; no neotrópico, A. albimanus (México), A. nuñeztovari (Venezuela e Colômbia), A. darlingi e A. aquasalis (Brasil). Outras espécies importantes na transmissão da malária no Brasil são A. bellator e A. cruzii, os equivalentes ecológicos das duas últimas, no sul do país - região atualmente livre da doença. Menos importante é Anopheles albitarsis.

## Biologia

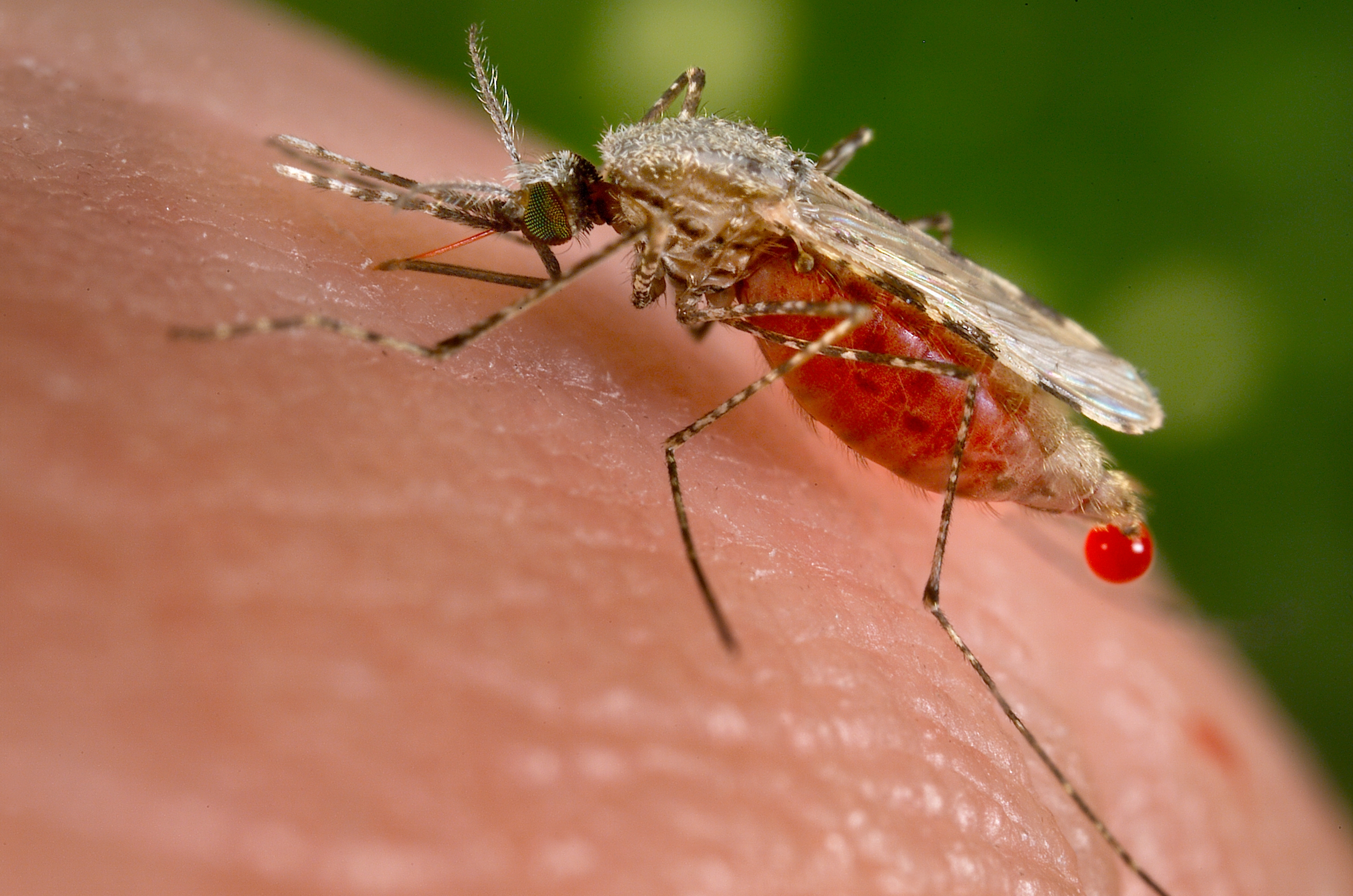
Anopheles stephensi picando um ser humano

Há cerca de 400 espécies, incluindo 40 que transmitem o plasmódio. A mais comum das transmissoras é o Anopheles gambiae. Só a fêmea é que pica o homem e se alimenta de sangue. Os machos alimentam-se dos sucos ricos em glicose de plantas.
O Anopheles prefere temperaturas de 20 a 30 °C e altas taxas de umidade. Não sobrevive em grande número se as temperaturas médias diárias caírem abaixo dos 15 °C e não gosta de altitudes acima dos 1500 metros.
Os anofelinos distinguem-se dos outros mosquitos pelos seus palpos quase tão longos quanto as probóscides, e pelas suas escamas brancas e pretas nas asas. Têm um comportamento típico, descansando com o abdomen em ângulo para cima.

## Ciclo de vida
O Anopheles passa por quatro estágios: ovo, larva, pupa, e adulto.
As fêmeas vivem de duas semanas a um mês. Têm preferência pelo sangue humano, mas também picam animais. Põem cerca de duzentos ovos de cada vez, em água parada. Os ovos têm bóias naturais, demorando apenas 2 a 3 dias a maturar (ou 1 a 2 semanas em climas mais frios), e não sobrevivem às baixas temperaturas nem à desidratação.
As larvas alimentam-se por filtração de bactérias e outros microorganismos da água. Ao contrário de outras espécies não têm sifão, absorvendo o ar da superficie com a boca. As larvas passam por quatro estágios, sofrendo, posteriormente, metamorfose em pupas.
Enquanto se desenvolvem, as pupas vêm à superfície para respirar e, cerca de 10 a 15 dias após a deposição dos ovos, transformam-se em mosquitos adultos, imediatamente activos sexualmente. Os machos vivem cerca de uma semana e alimentam-se de néctar. As fêmeas alimentam-se de sangue, mais rico em nutrientes necessários para pôrem os ovos.

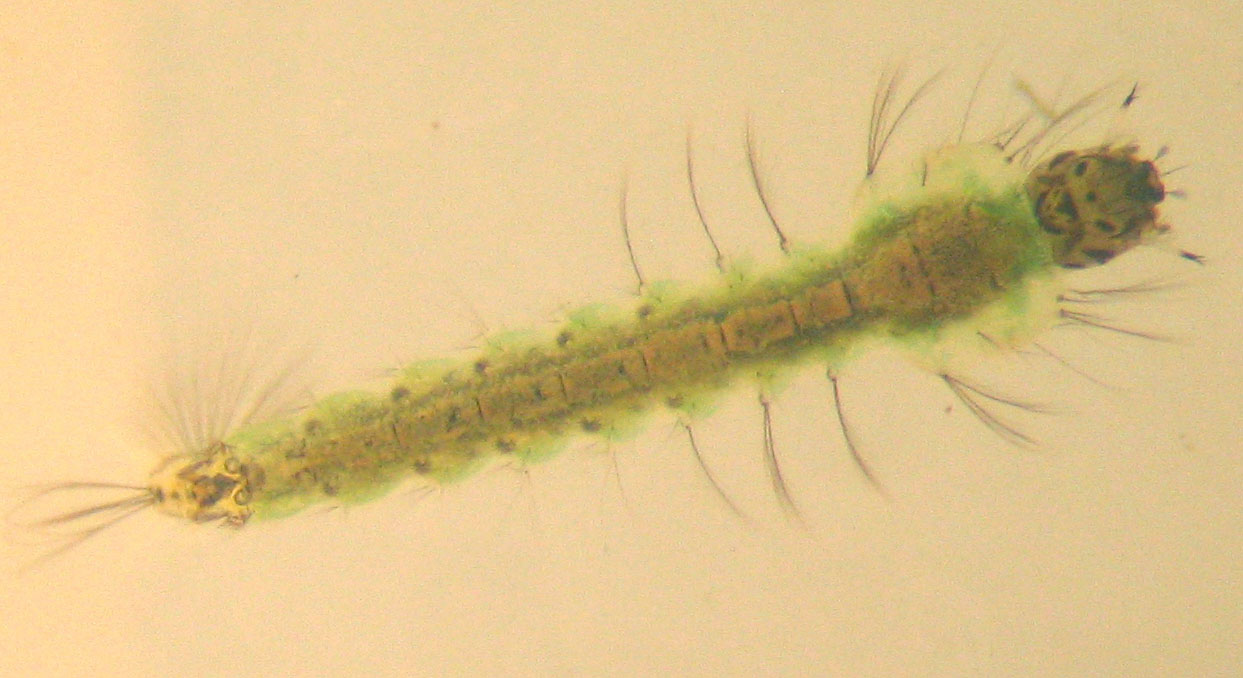
estágio larvar
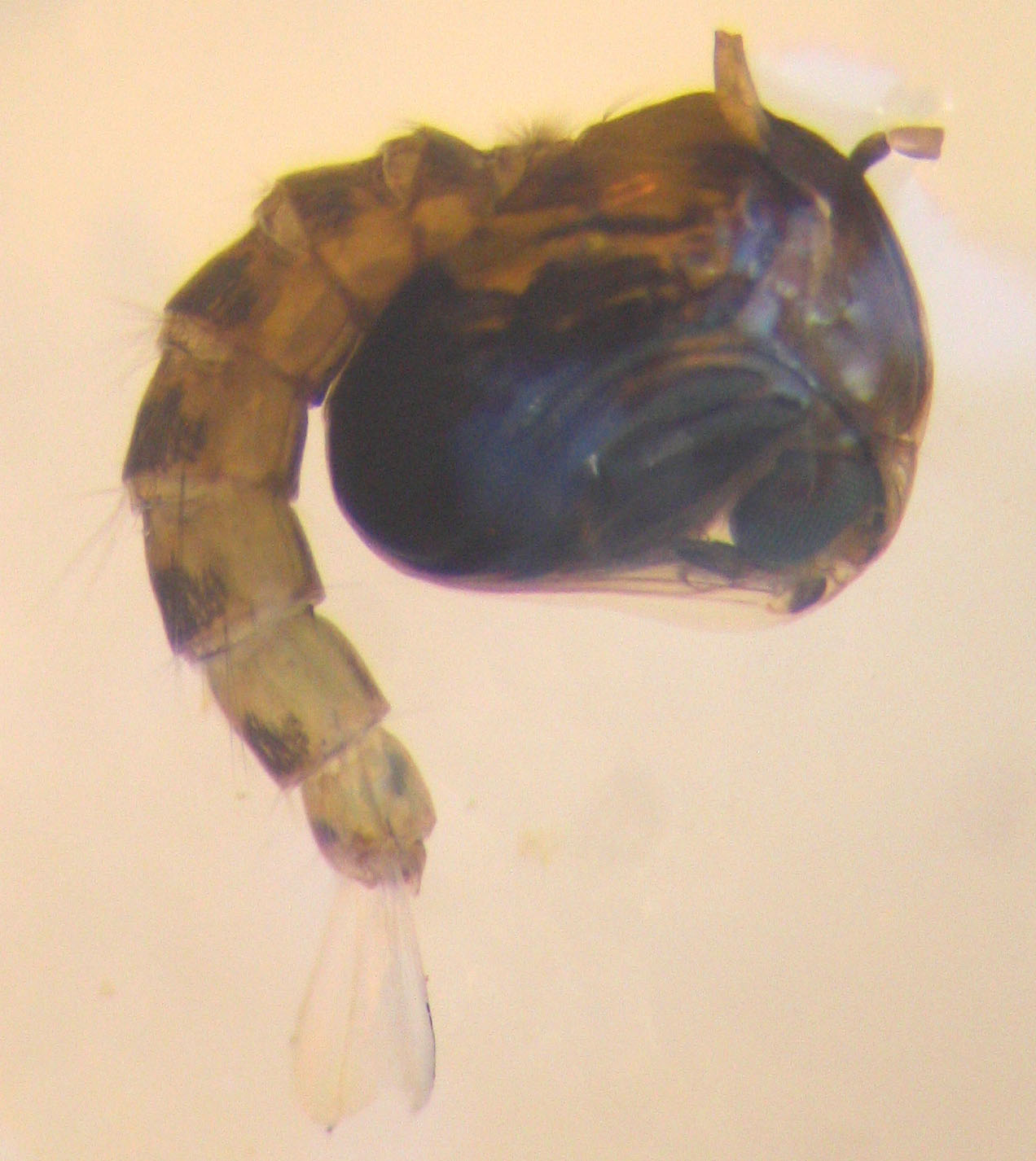
estágio pupar
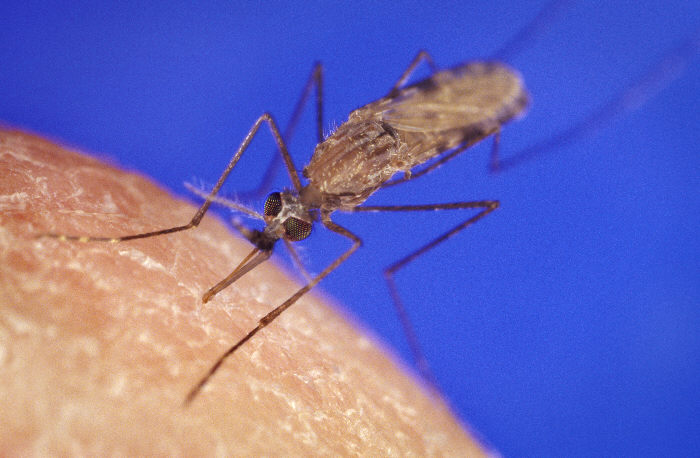
estágio adulto

## Coagulação do sangue
Os mosquitos usam uma molécula para controlar o sistema de coagulação durante as suas refeições de sangue – a anofelina, que tem como alvo a trombina, uma enzima central na anticoagulação.
A anofelina tem uma “abordagem radicalmente inovadora” no controle do sistema de coagulação do hospedeiro: ela liga-se à trombina aproveitando os locais normalmente utilizados por substratos naturais do organismo no processo de coagulação, como por exemplo o fibrinogénio. Desta forma, o fibrinogénio não consegue ligar-se à trombina e, consequentemente, não se produz a fibrina, que forma os coágulos. Um coágulo é uma rede de fibrina. Encravando os locais também usados pelo fibrinogénio como ligação à trombina, à semelhança de uma chave partida dentro da fechadura, a anofelina trava a formação de coágulos.
A molécula pode servir de base à concepção de fármacos sintéticos para prevenir e tratar as doenças cardiovasculares.

## Espécies (lista parcial)[4]

### SubgéneroAnophelesMeigen
- Anopheles annulipalpis Lynch, 1878
- Anopheles apicimacula Dyar et Knab, 1906
- Anopheles atropos Dyar et Knab, 1906
- Anopheles aztecus Hoffmann, 1935
- Anopheles barberi Coquillett, 1903
- Anopheles bradleyi King, 1939
- Anopheles bustamentei Galvao, 1955
- Anopheles crucians Wiedemann, 1828
- Anopheles earlei Vargas, 1943
- Anopheles eiseni Coquillett, 1902
- Anopheles evandroi Lima, 1937
- Anopheles fausti Vargas, 1943
- Anopheles fluminensis Root, 1927
- Anopheles franciscanus Mccracken, 1904
- Anopheles freeborni Aitken
- Anopheles gabaldoni Vargas, 1941
- Anopheles georgianus King, 1939
- Anopheles grabhami Theobald
- Anopheles guarao Anduze et Capdevielle, 1949
- Anopheles hectoris Giaquinto-Mira, 1931
- Anopheles intermedius (Peryassu, 1908)
- Anopheles judithae Zavortink, 1969
- Anopheles maculipes (Theobald, 1903)
- Anopheles mattogrossensis Lutz et Neiva, 1911
- Anopheles mediopunctatus (Theobald, 1903)
- Anopheles minor Lima, 1929
- Anopheles neomaculipalpus Curry, 1932
- Anopheles occidentalis Dyar et Knab, 1906
- Anopheles parapunctipennis Martini, 1932
- Anopheles perplexens Ludlow, 1907
- Anopheles peryassui Dyar et Knab, 1908
- Anopheles pseudomaculipes (Peryassu, 1908)
- Anopheles pseudopunctipennis Theobald, 1901
- Anopheles punctimacula Dyar et Knab, 1906
- Anopheles punctipennis (Say, 1823)
- Anopheles quadrimaculatus Say, 1824
- Anopheles rachoui Galvao, 1952
- Anopheles tibiamaculatus (Neiva, 1906)
- Anopheles vestitipennis Dyar et Knab, 1906
- Anopheles walkeri Theobald, 1901
- Anopheles xelajuensis Leon, 1938

### SubgéneroCelliaTheobald
- Anopheles amictus (Edwards)
- Anopheles carnevalei Brunhes, Le Goff, Geoffroy, 1999
- Anopheles farauti (Laversan)
- Anopheles gambiae Giles
- Anopheles melas (Theobald)
- Anopheles merus (Donitz)
- Anopheles ovengensis Awono et al, 2004
- Anopheles punctulatus Doenitz

### SubgéneroKertesziaTheobald
- Anopheles bambusicolus Komp, 1937
- Anopheles bellator Dyar et Knab, 1906
- Anopheles boliviensis (Theobald, 1905)
- Anopheles cruzii Dyar et Knab, 1908
- Anopheles homunculus Komp, 1937
- Anopheles neivai Dyar et Knab, 1913

### SubgéneroLophopodomyiaAntunes
- Anopheles gilesi (Peryassu, 1908)
- Anopheles gomezdelatorrei Levi-castillo, 1955
- Anopheles oiketorakras Osorno-Mesa, 1947
- Anopheles pseudotibiamaculatus Galvao et Barretto, 1941
- Anopheles squamifemur Antunes, 1937
- Anopheles vargasi Gabald, Cova Garcia e Lopez, 1941

### SubgéneroNyssorhynchusBlanchard
- Anopheles albimanus Wiedemann, 1820
- Anopheles albitarsis Lynch Arribalzaga, 1878
- Anopheles anomalophyllus Komp, 1936
- Anopheles antunesi Galvao et Amaral, 1940
- Anopheles aquasalis Curry, 1932
- Anopheles argyritarsis Robineau-desvoidy, 1827
- Anopheles benarrochi Gabaldon, Cova-gar. et Lop. 1941
- Anopheles braziliensis (Chagas, 1907)
- Anopheles darlingi Root, 1926
- Anopheles deaneorum Rosa-Freitas, 1989
- Anopheles evansae (Brethes, 1926)
- Anopheles galvaoi Causay, Deane et Deane, 1943
- Anopheles ininii Senevet and Abonnenc, 1938
- Anopheles lanei Galvao et Amaral, 1938
- Anopheles lutzii Cruz, 1901
- Anopheles nigritarsis (Chagas, 1907)
- Anopheles nuneztovari Galaldon, 1940
- Anopheles oswaldoi (Peryassu, 1922)
- Anopheles parvus (Chagas, 1907)
- Anopheles pictipennis (Philippi, 1865)
- Anopheles rangeli Gabald., Covo-gar. et Lopez, 1940
- Anopheles rondoni (Neiva et Pinto, 1922)
- Anopheles sanctielii Senevet et Abonnenc, 1938
- Anopheles shannoni Davis, 1931
- Anopheles triannulatus (Neiva et Pinto, 1922)

### SubgéneroStethomyiaTheobald
- Anopheles acanthotorynus Komp, 1937
- Anopheles canorii Flock et Abonnene, 1945
- Anopheles kompi Edwards, 1930
- Anopheles nimbus (Theobald, 1902)
- Anopheles thomasi Shannon, 1933

## Referência
1. ↑  «Animal Records» (em inglês). Smithsonian National Zoological Park. Consultado em 12 de setembro de 2012. Arquivado do original em 15 de outubro de 2012
2. ↑  «Anopheles (Culicidae, Anophelinae) e a malária em Buriticupu-Santa Luzia, pré-Amazônia maranhense». www.scielo.br, por José Manuel Macário Rebêlo, Antonio Rafael da Silva, Luiz Alves Ferreira e José Augusto Vieira. Revista da Sociedade Brasileira de Medicina Tropical; vol.30 nº 2. Uberaba, Mar./Apr. 1997
3. ↑  «O mosquito da malária não deixa o sangue coagular e agora sabemos porquê»
4. ↑  «Genus ANOPHELES». pp. Systematic Catalog of the Culicidae. Consultado em 7 de Julho de 2007. Arquivado do original em 18 de julho de 2007

### Referência bibliográfica
- Consoli RAGB, Lourenço-de-Oliveira R. (1994). Principais mosquitos de importância sanitária no Brasil (PDF). [S.l.]: Editora Fundação Instituto Oswaldo Cruz, Rio de Janeiro, Brasil. Consultado em 28 de fevereiro de 2008. Arquivado do original (PDF) em 5 de agosto de 2007